# A-5055
La A-5055 es una carretera perteneciente a la Red Complementaria de Andalucía de la provincia de Huelva, España, que comunica a El Terrón con La Antilla.
Cerca del punto kilométrico 0,4 se encuentran el camino de acceso a la Playa de Nueva Umbría y el acceso principal al Recinto Romero de Lepe. En el punto kilométrico 2,3, aproximadamente, se encuentra el camino de acceso a la Torre del Catalán.